# Le Dernier Train (film, 2006)
Pour les articles homonymes, voir Le Dernier Train.
Pour plus de détails, voir Fiche technique et Distribution.
Le Dernier Train (allemand : Der Letzte Zug) est un film allemand de 123 minutes réalisé par Joseph Vilsmaier et Dana Vávrová en 2006.
Le film montre le destin de quelques-uns des derniers Juifs vivant à Berlin lors de la Seconde Guerre mondiale, arrêtés et réunis à la gare de Berlin-Grunewald, puis déportés vers le camp de concentration nazi d'Auschwitz. Le film se différencie des autres films historiques similaires en ce qu'il montre avec réalisme la brutalité du transport des Juifs vers Auschwitz.

## Synopsis
En août 1943, les officiers de la Gestapo effectuent une dernière ronde de perquisition à Berlin pour arrêter les derniers Juifs restant. Parmi ceux arrêtés sont Henry Neumann, boxeur renommé, ainsi que sa femme Lea et sa fille Nina, une jeune femme nommée Ruth Zilbermann, le chanteur Jakob Noschik, Gabrielle Hellman, et Albert Rosen. Un trajet en train à bestiaux d'une durée de six jours va les emmener vers Auschwitz, où la mort les attend. Les conditions à l'intérieur du train sont horribles, beaucoup de passagers mourant en chemin. Les Neumann tentent de s'enfuir du train en perçant un trou dans le wagon, mais le jour prévu pour s'enfuir, seules Nina et Ruth parviennent à s'enfuir, Lea ayant trop peur pour le faire. Le jour d'après, le train arrive à destination, et Noschik se fait abattre sur place. Les Neumann sont quant à eux séparés comme les autres passagers qui restent. Durant la nuit, Nina, qui s'est fait récupérer par des résistants, chante une prière dans la forêt.

## Fiche technique
- Titre original : Der Letzte Zug
- Réalisation : Joseph Vilsmaier et Dana Vávrová
- Scénario : Stephen Glantz et Artur Brauner
- Production : 	Artur Brauner, Alice Brauner (de) (productrice associée), Wolf Brauner (producteur exécutif) et Ivo Pavelek (coproducteur)
- Musique : Christian Heyne (de)
- Photographie : Helmfried Kober (de) et Joseph Vilsmaier
- Décors: Jaromír Švarc
- Costumes : Jarmila Konečná
- Maquillage : Josef Lojik, Bobo Sobotka et Rene Stejskal (prothèses)
- Sociétés de production : CCC-Film et Diamant Film
- Distribution : Bontonfilm (cs)
- Budget : 2.7 millions €
- Box Office : 362 235 €[1]
- Pays d’origine :  Allemagne et  Tchéquie
- Langue originale : allemand
- Genre : Historique
- Durée : 123 minutes
- Dates de sortie :
  - Allemagne : 20 mai 2006
  - Pologne : 26 juin 2007
  - Tchéquie : 5 juillet 2007
  - Espagne : 11 janvier 2008
  - Finlande : Décembre 2010

## Distribution
- Gedeon Burkhard : Henry Neumann
- Lale Yavaş (en) : Lea Neumann
- Lena Beyerling (de) : Nina Neumann
- Sibel Kekilli : Ruth Zilbermann
- Roman Roth (de) : Albert Rosen
- Hans-Jürgen Silbermann (de) : Jakob Noschik
- Brigitte Grothum : Gabrielle Hellman
- Juraj Kukura (en) : Docteur Friedlich
- Ludwig Blochberger (en) : Officier Crewes
- Oliver Sauer (de) : Officier Walter Klempt
- Sharon Brauner : Erika Friedlich

## Tournage
Le tournage a débuté en Allemagne et en Tchéquie en mai 2005 avec un budget de 2.7 millions €. Pendant le tournage, le réalisateur Vilsmaier est tombé d'une grue et a reçu des blessures permanentes, mais mineures. Lors de son hospitalisation, le tournage s'est arrêté pendant deux semaines. Lorsque la production a recommencé, la femme de Vilsmaier, Dana Vávrová, a pris la direction alors que Vilsmaier assurait seulement la supervision.

## Sortie
Le film est sorti à la 40e cérémonie du festival international du film de Hof le 20 mai 2006 et a été distribué à travers toute l'Allemagne par CCC-Film le 9 novembre 2006, journée du 68e anniversaire de la nuit de Cristal.

## Réception
Le critique Eddie Cockrell de la revue Variety a dit du film qu'il avait une production erratique et des personnages unidimensionnels, et qu'il était destiné aux événements spéciaux et à une utilisation pour l'enseignement en classe.